# 华东师范大学传播学院
传播学院，是华东师范大学的一个学院，成立于2004年，下辖广播电视学系、新闻学系、广告学系、出版与文化系。

## 历史
大夏大学、光华大学创办时，即有新闻学、广告学等课程。1925年，大夏大学报学系、光华大学报学系、上海南方大学报学系、国民大学报学系联合创办了上海报学社。大夏大学于1928年创办广告学系，1939年创建新闻学系。
1992年，华东师范大学设置广播电视编导专业。2002年，传播学系成立，2004年改为传播学院。

## 专业设置
- 本科专业
  - 新闻传播大类（大二分流为新闻学和编辑出版学）
  - 新闻学双学位（新闻学专业+数据科学与大数据技术专业）
  - 广播电视编导
  - 播音与主持艺术[5]

- 研究生专业
  - 新闻传播学
  - 新闻与传播
  - 编辑出版
  - 戏剧与影视学

## 教师
- 董卿，兼职教授[6]。